# Un prof en cuisine

Un prof en cuisine est un téléfilm français réalisé par Christiane Lehérissey et diffusé pour la première fois le 5 octobre 2005 sur France 2.

## Fiche technique
- Titre original : Un prof en cuisine
- Réalisation : Christiane Lehérissey
- Scénario, adaptation et dialogue : Joëlle Miau et Christiane Lehérissey
- Musique : Alain Le Douarin
- Production : Franz-Albert Damamme et Liliane Watbled Guenoun
- Pays d'origine :  France
- Langue originale : français
- Genre : Comédie
- Durée : 93 minutes
- Date de diffusion :
  - France - 5 octobre 2005 sur France 2

## Distribution
- Smaïn : Adam Touami
- Valérie Karsenti : Alice
- Matila Malliarakis : Yanis Bompré
- Thérèse Liotard : Mireille Bompré
- Nina Mélo : Lucie Tiam
- André Penvern : Martin Giraudy
- Christophe Guybet : Yvon Martel
- Héloïse Adam : Antonine
- Patrick Mancini : le médecin-pompier
- Dan Simkovitch :